# ديلان جيسي
ديلان جيسي (بالإسبانية: Dylan Gissi)‏ (27 أبريل 1991 بجنيف في سويسرا - ) هو لاعب كرة قدم أرجنتيني في مركزي قلب الدفاع والدفاع. شارك مع منتخب سويسرا تحت 21 سنة لكرة القدم. أما مع النوادي، فقد لعب مع أوليمبو وإستوديانتيس دي لا بلاتا ونادي مونبلييه.

## وصلات خارجية
- ديلان جيسي على موقع قاعدة بيانات كرة القدم.إي يو (الإنجليزية)
- ديلان جيسي على موقع Soccerway.com (الإنجليزية)
- ديلان جيسي على موقع عالم كرة القدم.نت (الإنجليزية)
- ديلان جيسي على موقع AS.com (الإسبانية)